# Kościół św. Mikołaja i klasztor Trynitarzy we Lwowie
Kościół św. Mikołaja i klasztor Trynitarzy, czasem kościół uniwersytecki – dawna świątynia rzymskokatolicka we Lwowie, położona przy ul. Mychajły Hruszewskiego 2 (ukr. Михайла Грушевського 2, przed 1945 – św. Mikołaja) w centrum miasta. Obecnie sobór (cerkiew) Opieki Matki Bożej Kościoła Prawosławnego Ukrainy.

## Historia

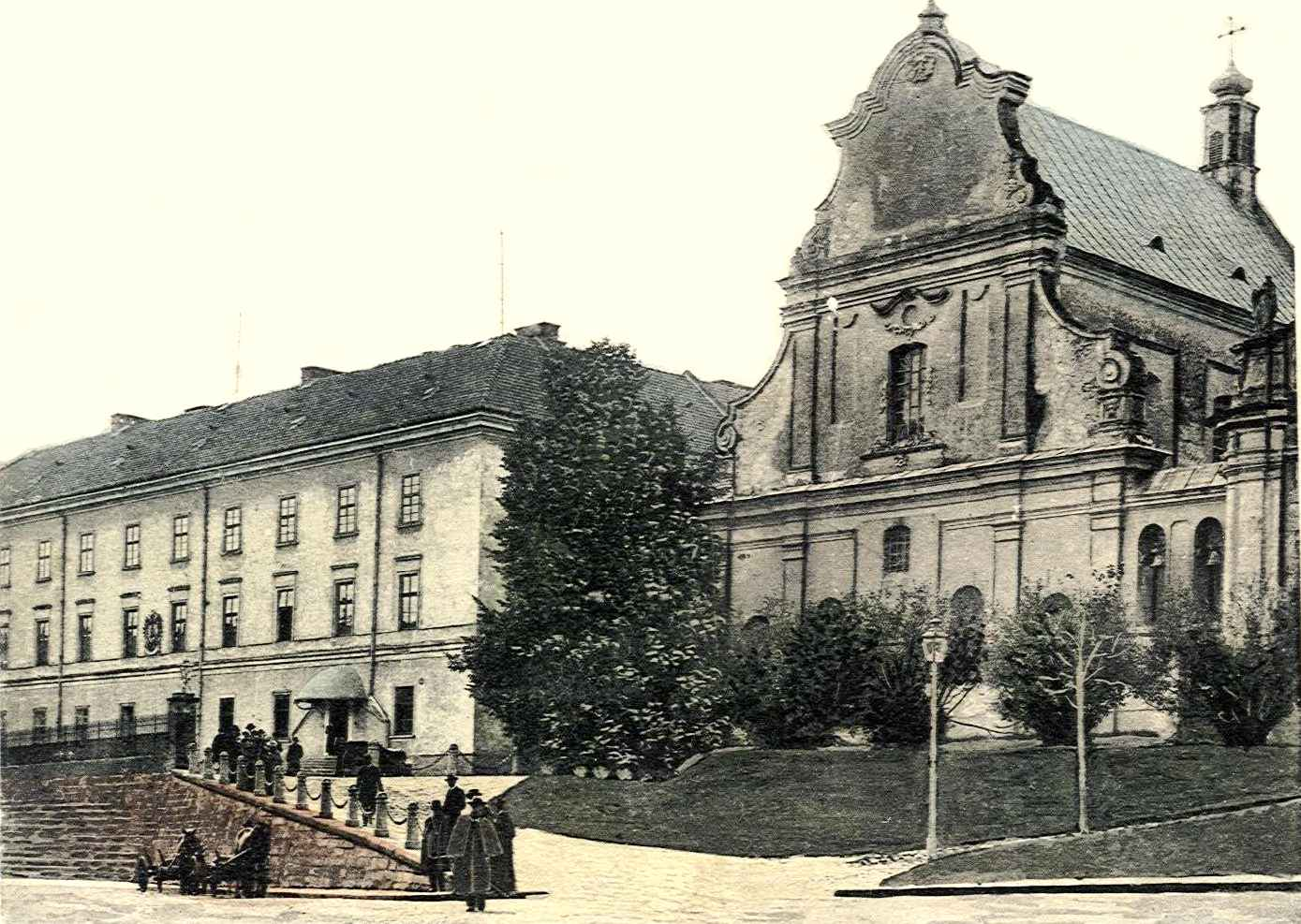
Kościół św. Mikołaja obok stary Uniwersytet Lwowski

Drugi po kościele Trójcy Przenajświętszej konwent Trynitarzy we Lwowie powstał dzięki fundacji podstolego żydaczowskiego, Mikołaja Strzałkowskiego z 1694; ofiarował on na ten cel 40 000 złotych; po jego śmierci w 1696 dzieło kontynuowała wdowa po nim. Gmachy klasztoru wraz z drewnianym kościołem zbudowano na zboczach Góry Kaleczej, na parceli zwanej Chorążczyzną. Obok klasztoru, pod kierunkiem ojca Kazimierza od Krzyża Jezusowego (Gronackiego), pochodzącego z Lublina, architekta amatora i (prawdopodobnie) według projektu Włocha Placidiego, wzniesiono w latach 1739–1745 drugi murowany kościół w stylu barokowym pw. Trójcy Przenajświętszej i św. Mikołaja Biskupa. W 1751 obok kościoła wzniesiono nowy klasztor z rokokowym frontonem, nawiązującym do fasady kościoła. Prace wykończeniowe uświetniła konsekracja z 1777.
W 1784, w ramach reform józefińskich, zakon, który liczył 9 kapłanów i 3 braci, uległ kasacji. Kościół św. Mikołaja został zamieniony w 1786 na parafialny, a klasztor na probostwo. W 1796 przed kościołem ustawiono barokową rzeźbę św. Jana Nepomucena.
W latach 1842–1844 obok kościoła wybudowano gmach Uniwersytetu Lwowskiego. Kościół św. Mikołaja stał się kościołem uniwersyteckim.
Po 1945 kościół św. Mikołaja został zamieniony na cerkiew, a potem zamknięty.
W 1990 kościół i klasztor zostały przekazane Ukraińskiemu Kościołowi Prawosławnemu Patriarchatu Kijowskiego. Od 15 grudnia 2018 świątynia należy do Kościoła Prawosławnego Ukrainy.

## Opis, architektura

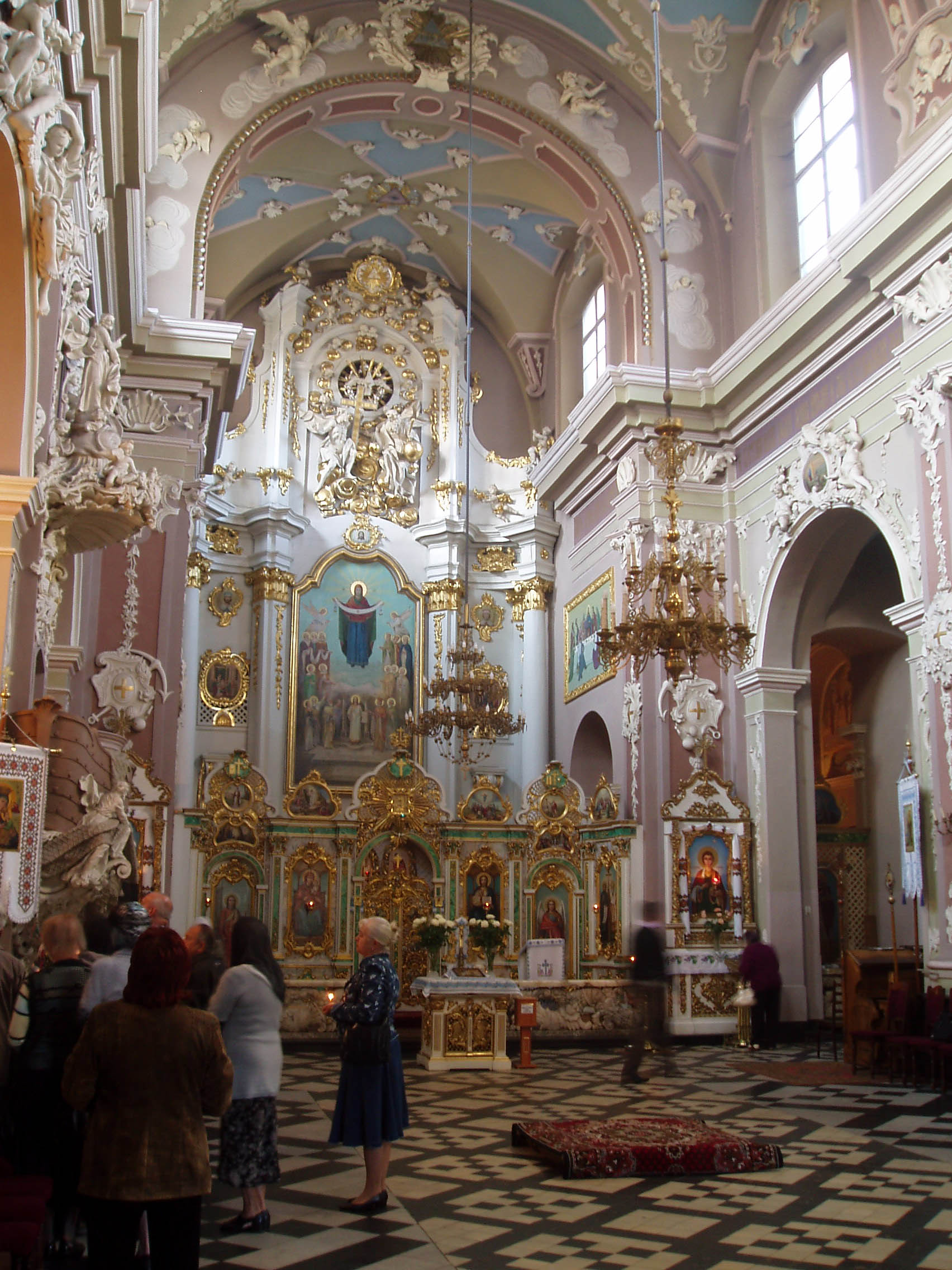
Wnętrze świątyni

Fasadę kościoła rozczłonkowują pilastry i zdobią woluty. Fryzy dzielą ją na trzy kondygnacje. Wnętrze kościoła jest trójnawowe, z długim prezbiterium, arkadowe, zdobione sztukaterią, wykonaną około 1746 przez ojca Łukasza od św. Feliksa (Pieczyckiego), przedtem szlachcica z Podlasia. Z tego też okresu pochodzi ołtarz główny, wykonany przez Fesingera, oraz ambona w kształcie Łodzi Piotrowej, częsty w owym czasie motyw dekoracyjny. Po obu stronach ołtarza są dwie kaplice ze sklepieniami krzyżowymi. W nawach bocznych umieszczono pięć rokokowych ołtarzy oraz przeniesiony z lwowskiej katedry, z kaplicy św. Krzyża, manierystyczny ołtarz (ok. 1595) fundacji Jana Szolc-Wolfowicza, wypełniony misternymi rzeźbami z alabastru, rozmieszczonymi w dziesięciu polach, przedstawiającymi sceny pasyjne – od modlitwy Jezusa w Ogrójcu poprzez jego pochód na Golgotę (w części centralnej) po Zmartwychwstanie.
Jakub Sito przypisuje Sebastianowi Fesingerowi rzeźby w ołtarzach bocznych.